# Wattevil·lita
La wattevil·lita és un mineral de la classe dels sulfats. Rep el seu nom en honor de Oscar-Amédée de Watteville du Grabe (1824-1901), de París, director de la Divisió de Ciències i Lletres del Ministeri d'Educació i membre de la Comissió de Missions Científiques.

## Característiques
La wattevil·lita és un sulfat de fórmula química Na₂Ca(SO₄)₂·4H₂O (?). Cristal·litza en el sistema ortoròmbic, i es troba en forma de diminuts cristalls blancs aciculars. Va ser publicada per primera vegada l'any 1879 i, tot i ser una espècie aprovada per l'Associació Mineralògica Internacional, actualment es considera una espècie qüestionable.
Segons la classificació de Nickel-Strunz, la wattevil·lita pertany a «07.C - Sulfats (selenats, etc.) sense anions addicionals, amb H₂O, amb cations de mida mitjana i grans» juntament amb els següents minerals: krausita, tamarugita, kalinita, mendozita, lonecreekita, alum-(K), alum-(Na), tschermigita, lanmuchangita, voltaïta, zincovoltaïta, pertlikita, amoniomagnesiovoltaïta, kröhnkita, ferrinatrita, goldichita, löweïta, blödita, niquelblödita, changoïta, zincblödita, leonita, mereiterita, boussingaultita, cianocroïta, mohrita, niquelboussingaultita, picromerita, polihalita, leightonita, amarillita i konyaïta.

## Formació i jaciments
Va ser descoberta a la mina Einigkeit, a Bauersberg, a Bavària (Alemanya). També ha estat descrita en altres dos indrets: la mina Andrássy I., a Rudabánya, a la província de Borsod-Abaúj-Zemplén (Hongria), i al Fossil Canyon, al comtat de San Bernardino, a Califòrnia (Estats Units).